# 魏驥
魏 驥（ぎ き、洪武9年（1374年）- 成化7年9月20日（1471年10月3日））は、明代の官僚。字は仲房、号は南斎。本貫は紹興府蕭山県。

## 生涯

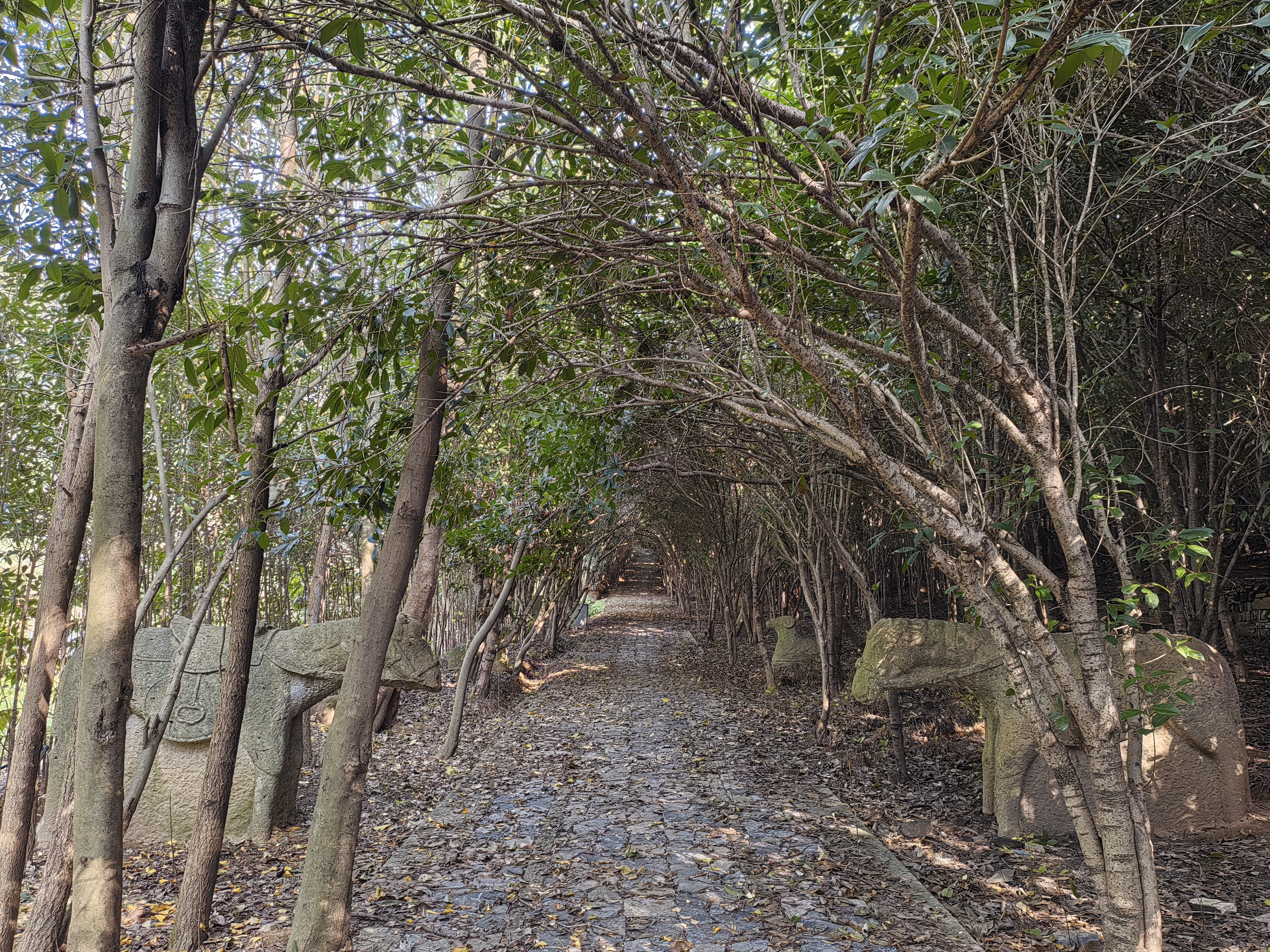
浙江省杭州市蕭山区にある魏驥墓

魏希哲の子として生まれた。永楽4年（1406年）、進士乙榜に及第し、松江府訓導に任じられた。いつも夜分に茶粥を携えて諸生を労ったので、諸生も発奮して学問成就させる者が多かった。魏驥は南京に召し出されて『永楽大典』の編纂に参加した。書が完成すると、魏驥は松江府に帰任した。永楽17年（1419年）、吏部尚書の師逵の推薦により、太常寺博士に転じた。
宣徳元年（1426年）、魏驥は吏部考功員外郎に任じられた。宣徳7年（1433年）、南京太常寺少卿に転じた。正統3年（1438年）、北京に召し出されて行在吏部左侍郎として試用された。正統4年（1439年）、正式に吏部左侍郎に任じられた。たびたび北京近郊の蝗害の跡を巡視し、民衆の困苦を訊ねてまわった。正統8年（1443年）、礼部左侍郎に転じた。まもなく老齢を理由に致仕を願い出た。吏部尚書の王直が魏驥はまだ衰えていないが、その老齢に配慮して、忙しい仕事から落ち着いた仕事に移すべきであると言上した。そこで魏驥は南京吏部左侍郎に転じた。再び老齢を理由に致仕を願い出たが、許可されなかった。正統年間、王振が英宗の寵信をたのみに公卿をしのぐ権勢を振るったが、ひとり魏驥を重んじて、「先生」と呼んだ。正統14年（1449年）、魏驥は南京吏部尚書に進んだ。土木の変により英宗が北方に連行されると、魏驥は諸官を率いて当世の急務を箇条書きで上書し、その多くは施行された。景泰元年（1450年）、魏驥はようやく引退が許可されて致仕した。
魏驥は故郷の蕭山の家に寓居したが、蕭山に水害の多いのを心配して、螺山・石巌・畢公の堤防と堰を修築するよう提唱した。成化7年9月己丑（1471年10月3日）、死去。享年は98。諡は文靖といった。著書に『南斎前後集』20巻・『魏文靖摘稿』10巻があった。
子に魏完があった。